# Bauhinia lambiana
Bauhinia lambiana är en ärtväxtart som beskrevs av Baker f. Bauhinia lambiana ingår i släktet Bauhinia och familjen ärtväxter. Inga underarter finns listade i Catalogue of Life.